# Potência aparente radiada

Esquema visual da P.A.R.

Potência aparente radiada (a P.A.R.; inglês: effective radiated power ou E.R.P.) é a potência que tem de ser introduzida numa antena dipolo, irradiando radialmente, no plano ortogonal, para obter a potência equivalente à emitida pela antena em consideração. A P.A.R. é uma grandeza calculada que, no domínio da tecnologia de antenas, exprime a potência introduzida numa antena emissora multiplicada pelo seu ganho de antena, sendo calculada adicionando à potência do transmissor as perdas da linha de comunicação para a antena e o ganho da antena. É semelhante à EIRP, exceto que, neste caso, a antena tomada como referência não é a antena isotrópica mas um dipolo de meia onda.

## Descrição
O valor de potência determinado desta forma não ocorre fisicamente com antenas direccionais - só ocorreria se as respectivas antenas de referência não direccionais fossem utilizadas como antena. No caso das antenas direccionais, e se nenhuma direção for explicitamente especificada, assume-se a direção do feixe principal da antena emissora. O ganho da antena é maximizado nesta direção. Dependendo da antena de referência utilizada, é feita uma distinção entre as duas expressões PAR e EIRP. 

### PAR
Para potência aparente radiada (PAR), a antena de referência para o ganho da antena é a antena dipolo (λ/2). A letra grega λ é utilizada para exprimir o comprimento de onda. Para reconhecer a antena de referência no ganho da antena, este é geralmente dado em dBd, em que o d anexado à unidade dB representa o dipolo da antena de referência, mais precisamente o dipolo de meia onda. A fórmula para o cálculo da potência aparente radiada (PAR) é a seguinte:
{\displaystyle PAR=P_{T}-L_{c}+G_{a}}
onde {\displaystyle \scriptstyle PRA} e {\displaystyle \scriptstyle P_{T}} (potência do emisssor) são em dBm, as perdas do cabo ({\displaystyle \scriptstyle L_{c}}) estão em en dB, e o ganho da antena ({\displaystyle \scriptstyle G_{a}}) é expresso em dBd, todos relativos à antena dipolo de referência.
O PAR é frequentemente tratado como uma quantidade física, mesmo que este valor não ocorra fisicamente numa antena com directividade. A quantidade calculada é atribuída a uma unidade (em Watt). Outra opção é colocar PAR entre parênteses após a unidade de medida, por exemplo, Watt (PAR). Muitas vezes, especifica-se também a caraterística de transmissão, abreviada como "D" para "direcional" e "ND" para "Não-Direcional".

### Relação com a EIRP
Se o ganho da antena estiver relacionado com um radiador isotrópico, este é referido como EIRP (em inglês: Equivalent isotropic radiated power). Como as medidas PAR e EIRP diferem apenas na antena de referência usada para determinar o ganho da antena (um dipolo de meia onda tem um ganho de antena de 1,64, correspondendo a 2,15 dBi, em comparação com um radiador isotrópico). Assim, a relação da PAR com a outra medida de potência radiada utilizada, a potência isotrópica radiada equivalente, geralmente referida pela sigla EIRP, é a seguinte:
{\displaystyle EIRP=ERP\cdot 1{,}64}
Uma vez que o dipolo tem um ganho de 2,15 dBi em relação à antena isotrópica (considerando a direção de radiação máxima), a relação poderá ser expressa da seguinte forma:
{\displaystyle EIRP=PAR+2,15dB}